# Пойнт-Фортин Сивик
Пойнт-Фортин Сивик (англ. Point Fortin Civic) — тринидадский профессиональный футбольный клуб из города Пойнт-Фортин. На данный момент выступает в высшей лиге Тринидада и Тобаго.

## Стадион
Команда проводит свои домашние матчи на стадионе «Махаика Овал Пэвильон» в городе Пойнт-Фортин. Стадион вмещает в себя до 2500 зрителей.

## Достижения
Кубок Тринидада и Тобаго
- Победитель: 1969[2]

## Известные игроки
- Андре Туссен
- Натаниэль Гарсия
- Мэтью Бартоломью
- Джамилл Боутсуэйн
- Майкл Гордон
- Джума Кларенс
- Марвин Филлип
- Эндрю Этьенн